# Бажуково
Бажу́ково (рос. Бажуково) — селище у складі Нижньосергинського району Свердловської області. Входить до складу Нижньосергинського міського поселення.
Населення — 5 осіб (2010, 12 у 2002).
Національний склад станом на 2002 рік: росіяни — 92 %.